# Білицький народний музей історії та художньо-ужиткового мистецтва
Білицький народний музей історії та художньо-ужиткового мистецтва — музей на громадських засадах у смт Білики, Білицької селищної ради Кобеляцького району Полтавської області.
Функціонував з 1982 до 2021 р.

## Передісторія створення
У 1950-х роках Білики стають багатолюдним, індустріальним селищем. У 1957 р. Біликам надано статус селища міського типу. До інфраструктури селища входило 4 школи, дитячий садок, будинок культури, тому створення музею було справою часу.
Шлях Білицького народного музею історії та художньо-ужиткового мистецтва нерозривно пов'язаний з іменем Василя Архиповича Курловича. Білорус за походженням, В. А. Курлович, потрапляє до Біликів у 1945 році, як пацієнт евакуаційного шпиталю № 6063. Вважаючи, що родину, яка мешкала у с. Духанівка Речицького р-ну Гомельської обл., було знищено гітлерівцями, він залишається у Біликах. Однак, з документів відомо, що брат, Микола, вважав Василя Архиповича зниклим безвісти та розшукував.
З 1949 року В. А. Курлович веде уроки військової підготовки, а згодом образотворчого мистецтва у Білицькій школі № 1. Вплив учителя на естетичне виховання школярів був надзвичайно потужним та плідним. У 1958 році, з кращих учнівських робіт було утворено куточок юного художника, якому на 1962 рік було відведено цілу кімнату. Паралельно шкільний краєзнавчий музей проектує вчитель історії, краєзнавець Василь Гаврилович Хлистун. Збереглися плани-проспекти екскурсій його авторства, датовані 1967 р. Однак ця ініціатива не знайшла продовження.
Зі збільшенням експонатів Кімнату юного художника було перетворено на шкільний художній музей. Відкриття його відбулося 16 грудня 1972 р. Саме ця дата в історії установи вважається відправною. В. А. Курлович так згадує його відкриття:
Грав духовий оркестр. У переповненій залі навпроти музею розмістився президіум мітингу. На ньому були присутніми представники шкільної молоді та громадськості селища. За столом президіуму почесні місця зайняли перший секретар Кобелякського РК ЛКСМУ, Таран В. К.,… Каменецька В. А.,… Макогон В. С.,… Зубко Л., художники Петренко В. П., Касай М. С., Зубко О., Шапошник Л., Доценко Є., Гришко В. Після виступу на мітинзі під звуки духового оркестру було вручено нагороди учасникам підготовки і створення художнього музею, художникам, які зробили великий внесок своїми експонатами в експозицію музею. Після мітингу … Таран В. К. Перерізає червону стрічку. В зал музею з веселими посмішками на обличчях потягся натовп відвідувачів. Кожен з них хотів оглядаючи експозицію доторкнутися до прекрасного…— Курлович В. А. О силе и значении искусства, 1999
Першими експонатами (близько 700 одиниць) стали роботи учнів. Вони неодноразово представлялися на районних, обласних та республіканських виставках. У 1968 р. деякі роботи репрезентували Україну на всесоюзній виставці. У своїх мемуарах В. А. Курлович згадує імена юних художників М.Касая, А.Герасименка, Ю.Комляка, В.Плужника та ін.
Кількість експонатів невпинно зростала і нестача експозиційної площі підштовхувала завзятого керівника до подальших пошуків. Рішенням виконавчого комітету Білицької селищної ради від 25 серпня 1979 р. для облаштування художнього музею було передано колишню будівлю ради. Ремонтні роботи було покладено на підприємства селища. У роботу активно включився і художній колектив, яким було проведено 12-ть воскресників з влаштування нового музею. Ремонт було завершено наприкінці 1981 р., у наступний рік проводилися внутрішні роботи. Білицький художній музей було відкрито у грудні 1982 року. В. А. Курлович згадує:
Ця радісна подія відбувалася у святковій обстановці і була присвячена 60-річчю СРСР. На мітинзі були присутні понад 500 чоловік. У президіумі — Гамаль М. І., Срібний Д. К., Бородавка Д. Р., Тихоненко О., Худолій О. Б., Біловод І. А. По завершенню мітинга зав. відділом пропаганди РК КПУ Гамаль М. І. перерізає червону стрічку при вході в музей. Екскурсовод, Іванченко О. П. Запрошує присутніх оглянути експозиції музею…— Курлович В. А. О силе и значении искусства, 1999
Зі звіту за 1980 р. відомо, що займав три кімнати приміщення селищної ради площею 55 кв.м., музейна колекція налічувала 450 експонатів, за 1980 р. музей відвідало 5 тис. осіб, було проведено: 60 екскурсій, 14 лекцій, 12 вечорів-зустрічей, громадська рада музею налічувала — 12 чол.громадських екскурсоводів нараховувалося 6 чол. За 80 р. поступило 56 експонатів. До Музейної Ради  у 1980-х роках входили: Курлович В. А., Касай М. С., Петренко В. П., Гімик М. У., Нещеренко В. П., Потапенко М. І., Комляк А. С., Біловод І. А., Пуха С. С., Бабенко М. Г., Зубко О. І.
Тривалий час у відокремленій кімнаті музейної будівлі розміщуються комунальне господарство, а згодом нотаріус.

## Музей історії та художньо-ужиткового мистецтва
За рекомендацією музейної ради було вирішено створити в музеї відділ історії селища. Учні білицьких шкіл № 1 та № 4 проводять пошукову роботу, а мешканці надають експонати — в музеї опиняється ткацький верстат кін. ХІХ ст., текстиль поч. ХХ ст. Зі створенням історичної експозиції заклад перейменовано у Білицький музей історії та художньо-ужиткового мистецтва.
Школярі продовжують пошукову роботу. Фондове зібрання музею наповнюється фотокартками, записами спогадів біличан. У експозиції представлені ужиткові речі ХІХ — ХХ століть, народний одяг та посуд. Унікальним експонатом є старовинний ткацький верстат, подарований Г. Ф. Латиш. Найдавніші часи представлені палеонтологічними знахідками з відслонень піщаних берегів Ворскли у її білицькій течії. Буремне ХХ століття ілюструють експозиції про долі односельців під час Другої світової війни, повоєнну розбудову селища, здобутки його мешканців. Представлено особисті речі та листи біличанина, Героя Радянського союзу Ф. Л. Марченка, макети виробів Молочноконсервного заводу тощо. Збільшується колекція картин. Музею подаровано графічні роботи академіка математичних наук П. Я. Кочіної. Експонати представляють різні жанри: живопис, графіку, різьбу по дереву, скульптуру, тощо.
Брак експозиційної площі спонукає до будівництва в музеї веранди, яка змінила старовинний ґанок із перекриттям на піддашках. Прибудову було завершено у 1985 р.
У 1986 р. директором музею призначено скульптора Віктора Петровича Петренка. Ілюструючи напрямки роботи музею, перед фасадом у 1987 р. було встановлено скульптури роботи В. П. Петренка — «Кобзар», «Гармата», «Палітра».

## Народний музей історії та художньо-ужиткового мистецтва
З 25 лютого 1990 р. музей очолює Валентина Іванівна Нещиренко.
14 червня 1991 року, за високий рівень експозиційної, дослідницької, пропагандистської та культурно-виховної роботи, постановою колегії управління культури Полтавської обласної ради народних депутатів № 6/1-2, музею присвоєно звання «народного».

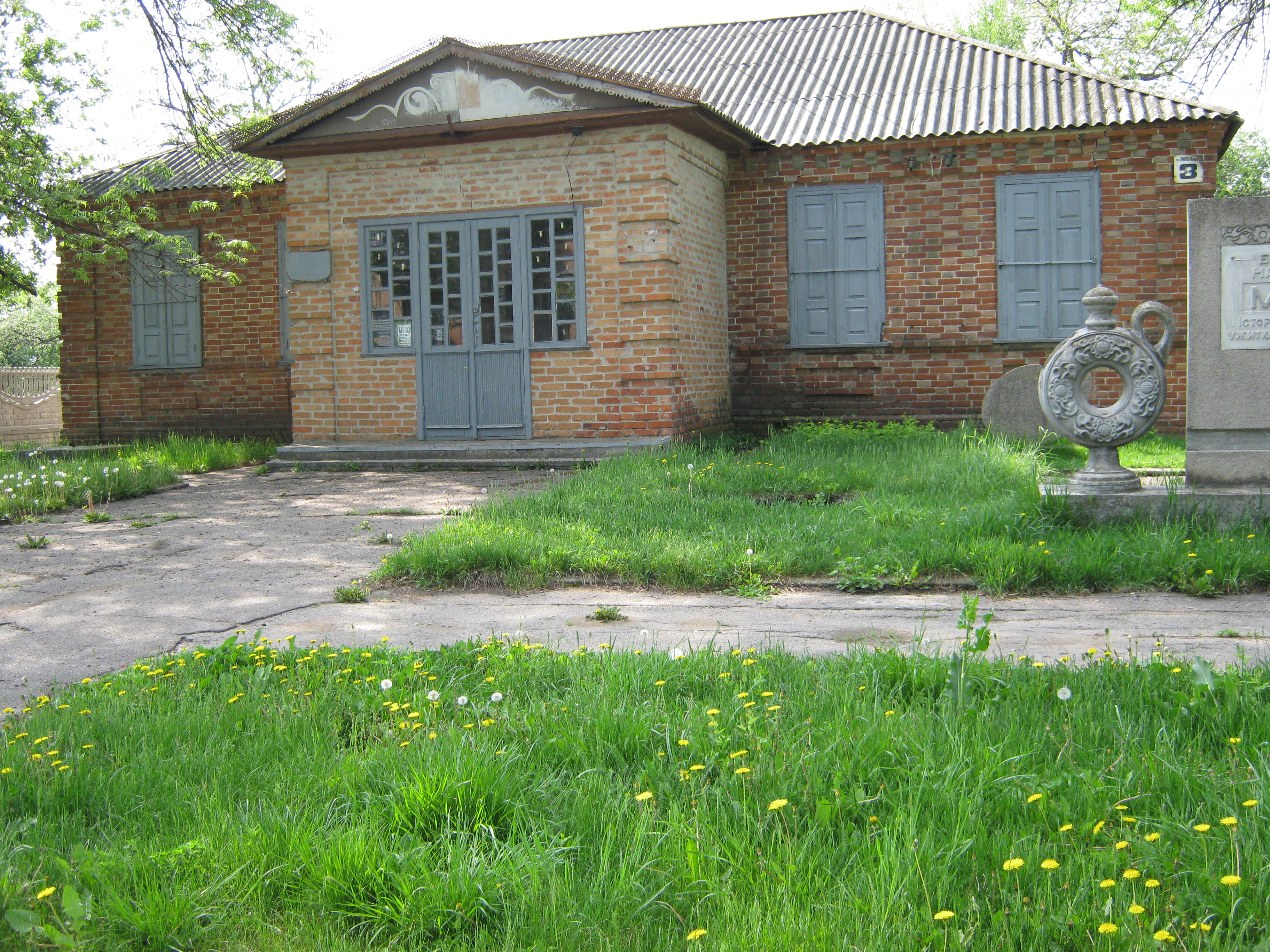
Білицький народний музей історії та художньо-ужиткового мистецтва

З нагоди 20-річчя музею 9 серпня 1992 р. було проведено урочисте Свято мистецтв. Доорганізаційного комітету заходу увійшли: Михайлова В. М. — голова Культмасової комісії Біликів, Залюбовська Н. В. — заступник голови селищної ради, Срібний В. Г. — голова завкому цукрового заводу, Антропова Н. М. голова завкому МКК, Бойко Є. В. — голова завкому відгодівельного комплексу ВРХ, Пугач Л. М. — директор клубу цукрового заводу, Пісковий В. І. — директор сш № 1, Нещиренко В. І. — директор музею, Ченков І. П. — директор музичної школи, Костенко Т. Г. — вчитель малювання, сш № 1, Курлович В. А. — вчитель малювання пенсіонер, Касай М. С. — художник цукрового заводу, Горбенко В. Б. — начальник ПМК, Пилипенко В. М. — завклубом с. Жуки.
У лютому 1996 р. відокремлену кімнату в музейній будівлі рішенням селищної ради передано музею як фондове приміщення.
У травні 2000 р. музей очолила Наталія Григорівна Кобченко.
У 2005 р. до одного з музейних залів було переведено Літературно-меморіальний музей Мате Залки (з 2016 р. — Кобеляцький районний краєзнавчий музей). Тоді ж посаду директора було ліквідовано, а установа продовжувала існувати як сателіт музею державної форми власності.
У 2021 р. Білицький народний музей історії та художньо-ужиткового мистецтва та Кобеляцький районний краєзнавчий музей було об'єднано у Білицький краєзнавчий музей.

## Директори музею
- Курлович В.А.: 1972 - 1986 р.;
- Петренко В.П.: 1986 - 1990 р.;
- Нещиренко В.І.: 1990 - 1999 р.
- Кобченко Н.Г.: 2000 - 2005 р.